# Nieul
Nieul – miejscowość i gmina we Francji, w regionie Nowa Akwitania, w departamencie Haute-Vienne.
Według danych na rok 1990 gminę zamieszkiwało 1348 osób, a gęstość zaludnienia wynosiła 79 osób/km² (wśród 747 gmin Limousin Nieul plasuje się na 83. miejscu pod względem liczby ludności, natomiast pod względem powierzchni na miejscu 400.).

## Populacja

Populacja Nieul w latach 1962–2008